# 13109 Berzelius
13109 Berzelius este o planetă minoră (asteroid), cu un diametru de 8,092 km, din centura de asteroizi. A fost descoperită pe 14 mai 1993 la Observatorul European Austral de Eric Walter Elst și a fost numită după Jöns Jakob Berzelius. 
Obiectul prezintă o orbită caracterizată de o semiaxă mare de 2,4139917 UAi, o excentricitate de 0,18, o înclinație de 6,13477 ° în raport cu ecliptica.